# Shenatagh
Shenatagh (in armeno Շենաթաղ) è un comune di 422 abitanti (2010) della Provincia di Syunik in Armenia.